# Josef Franz av Österrike

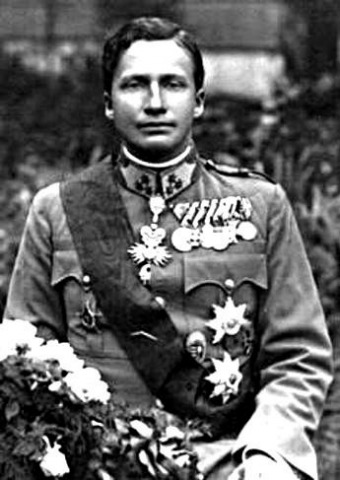
Ärkehertig Josef Franz av Österrike, 1920.

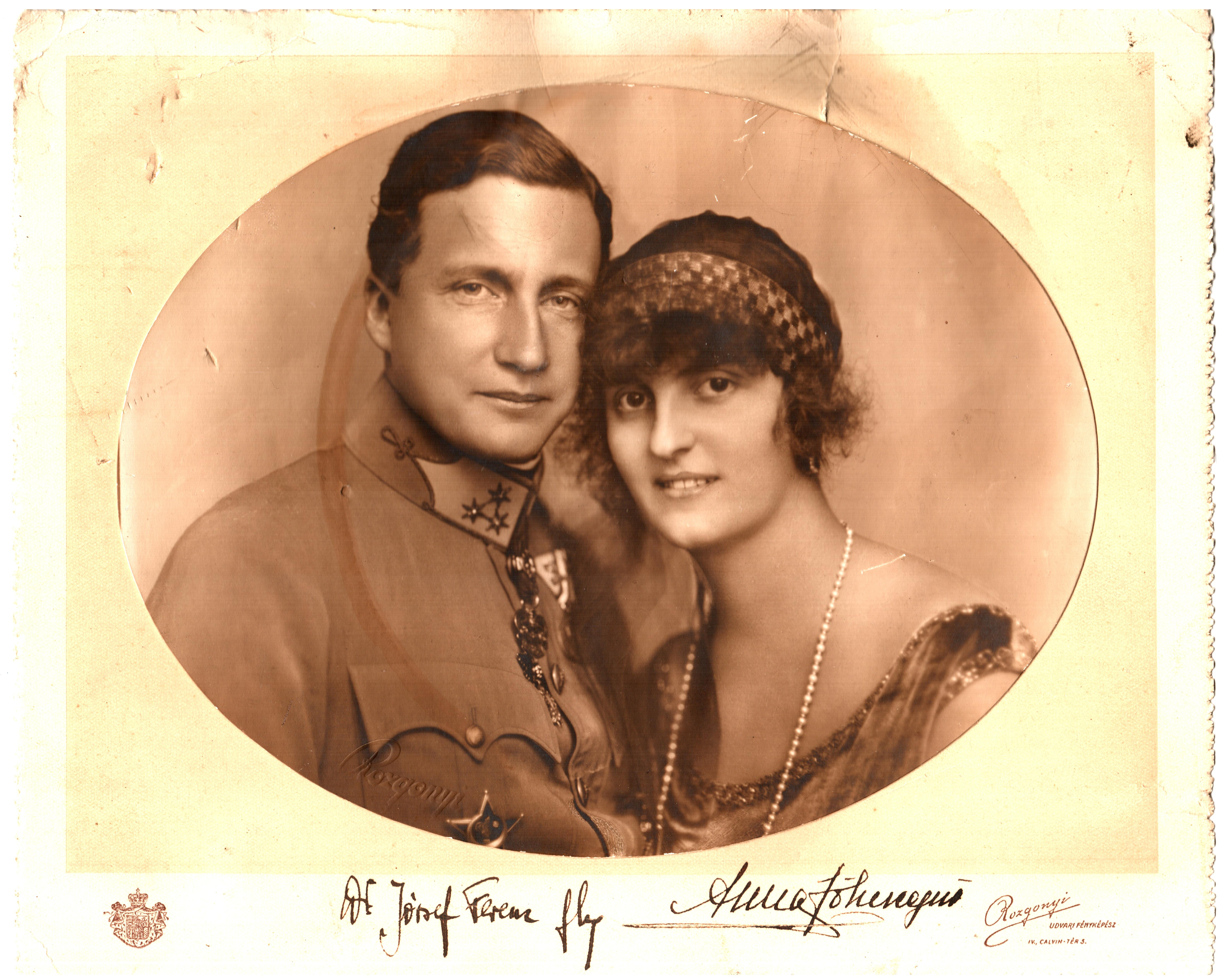
Ärkehertig Josef Franz med hustrun Anna av Sachsen. Ungerskt vykort.

Josef Franz av Österrike Josef Franz Leopold Anton Ignatius Maria, född 28 mars 1895, död 25 september 1957, var ärkehertig av Österrike och son till ärkehertig Joseph av Österrike.
Han gifte sig 1924 med Anna av Sachsen (1903–1976), dotter till Fredrik August III av Sachsen. 

## Barn
- Margarethe (Margit) (1925–1979); gift 1943 med Alexander Cech (genom adoption Alexander Erba Odescalchi, furste av Monteleone; 1914–2008); paret bosatte sig i Sverige och blev där morföräldrar till Augustin Erba.
- Helene (Ilona), (1927–2011); gift 1946–1974 med Georg Alexander, hertig av Mecklenburg-Strelitz, greve av Carlow (1921–1996)
- Anna (1928–1984)
- Joseph Arpád (1933–2017); gift 1956 med Maria zu Löwenstein-Wertheim-Rosenberg (1935–2018)
- Stephan (István) (1934–2011); gift 1971 med Maria Anderl (1942–).